# 李宰鎮
李宰鎮（韓語：이재진，1979年7月13日—），韓國男歌手，1997年以男子團體水晶男孩出道，擔任主舞及Rapper，團體在2000年解散。

於個人活動時期共推出3張個人專輯，退伍後淡出娛樂圈，轉向視覺藝術工作。

2016年水晶男孩在無限挑戰成功重組，除高志溶外五人與YG娛樂簽約，同時與YG娛樂簽訂個人合約，正式重新展開活動。

## 經歷

### 早期生涯 （1997之前）
出生於韓國釜山廣域市沙下區。家庭成員除父母外，還有一位妹妹李恩珠。自幼即展現繪畫能力，並於初中時愛上舞蹈，與同學組成舞蹈團隊＂Quicksilver＂，後來金在德也加入。一群同好天天聚在一起練舞並自己編舞，隨後漸漸闖出名號，常受邀在活動與慶典上表演，同時也常在各項舞蹈競賽中贏得冠軍，因而成為釜山當地名人，聲名遠播，甚至吸引了徐太志和孩子們前成員—舞蹈專家李朱諾的注意，邀請他們到他位於首爾的公司會面。時值五人男子團體H.O.T在韓國大獲成功，DSP媒體公司社長李浩然先生正準備籌組多人團體與之對抗，透過李朱諾引薦，觀看了"Quicksilver"的練習，從而相中外貌與舞蹈實力兼具的金在德，約半年後李宰鎮被邀請加入，與既定的成員殷志源、姜成勳、張水院，以及最後入隊的高志溶，六人共同組成水晶男孩，於1997年4月15日正式出道。
早期韓國偶像團體成員不需集體住宿，李宰鎮加入水晶男孩後，搬遷至首爾並與金在德同住。

### 水晶男孩 （1997-2000）
請見水晶男孩頁面。
由於個性害羞，於團隊中較少發言。

### 服役及退伍後（2005-2015）
於服役期間時，2006年父親因胰腺癌去世，2008年母親因肝硬化去世，父母雙亡打擊使李宰鎮情緒轉為抑鬱，並淡出演藝事業。
2010年3月妹妹李恩珠與YG娛樂創辦人梁鉉錫結婚，同年8月姪女出生，李宰鎮與妹妹一家人一起生活，關係緊密，逐漸將事業重心轉為視覺藝術工作，學習油畫，並考慮留學日本研習動畫。在2015年12月2日至8日於首爾鍾路區仁寺洞的Galerie GAIA畫廊以筆名한조（羅馬拼音hanzo）參與繪畫聯展（展名《상상연대2》，中譯《想像力2》），以油彩描繪穿著婚紗的妹妹李恩珠。

### 水晶男孩重組（2016年－至今）
團體活動內容請見水晶男孩頁面。
重組後，李宰鎮同時也和YG娛樂簽定個人合約，除團體活動外，目前也成為韓國SBS綜藝節目Flower Crew固定成員。
於各類節目中獨特的思考方式和無法猜想的綜藝感，讓李宰鎮被冠以「四次元」「八次元」綽號，花樣旅行節目則以「不知道想法會跳到哪裡的彈力球哥」來稱呼李宰鎮。

於7月10日及11日於首爾中區Hyundai City Outlet東大門店舉辦粉絲見面會，和一般歌手見面會類似收費小型演唱會不同，李宰鎮粉絲見面會完全免費，並與參加粉絲每人五分鐘一對一見面。
目前仍持續繪畫，並參與水晶男孩新Logo、週邊商品、新專輯設計，於2016年11月23至29日再次於首爾鍾路區仁寺洞的Galerie GAIA畫廊以筆名한조（羅馬拼音hanzo）參與聯展，展名《상상연대3》，中譯《想像力3》，展出近期油畫作品《關係》（116.8x91cm、油彩畫布、2016）。
2021年5月11日，李宰鎮透過所屬經紀公司YG娛樂宣佈與圈外女友的婚訊。但由於受新冠肺炎疫情影響，李宰鎮與妻子不會另外舉行婚禮，改以雙方家人的聚餐代替儀式。李宰鎮透過YG娛樂發表的聲明如下：
|  | 大家好，我是水晶男孩李宰鎮。一直以來總是在身邊溫暖應援的粉絲，想要最先告訴你們，所以上傳了這樣的文字。我在1997年滿18歲的時候，以團體水晶男孩出道，不知不覺我也來到40代初的年齡了。不久前，與一位女性約定好要跟她一起走一輩子。最近因為新冠肺炎的狀況，大家都在度過一段很辛苦的時刻。我不會另外舉辦婚禮，預計兩家家人間簡單地吃個飯代替。再次向給予不足的我無限愛意的粉絲說聲謝謝。還有像親兄弟般照顧著我、為我費心的成員們，我也想說聲謝謝。現在我要擔起幸福家庭的養家責任，成為彼此最強壯的支柱，並抱著責任感，努力成長為像大人的一家之主而生活下去。謝謝！ |

## 音樂作品

### 個人專輯
| 專輯 # | 專輯資料                                                           | 曲目 |
| 1st    | 首張正規專輯《S.Wing》 - 發行日期：2001年11月19日 - 語言：韓語     | 曲目 1. Double J 2. You & Me 3. 사랑이란 이름으로 4. As Love... 5. Fever 6. Ready 7. 비연 (悲然) 8. Rather 9. Emergency Escape 10. 함께 11. 어머니 12. So I Want You Tonight                                                        |
| 2nd    | 第二張正規專輯《002 J2》 - 發行日期：2003年4月8日 - 語言：韓語     | 曲目 1. ♡ (Love) 2. 배달의 기수 3. Egoist 4. 멀어진대도... 5. 5월愛(애) 6. Profile (Feat. 李恩珠 in SWI.T ) 7. 고백(Go Back) 8. I Know 9. 이렇게라도.... 10. Love Step 11. My Love 12. 遇離(우리)-만남과 떠남(Feat. 姜成勳, J-Walk) |
| 3rd    | 第三張正規專輯《It's New!》 - 發行日期：2005年3月30日 - 語言：韓語 | 曲目 1. 충전 2. Stand up! 3. I Wish 4. 한번쯤 말하면 5. 샤랄랄라 6. Automatic 7. Get up my love 8. Boogie trip 9. Sweep 10. 사랑하고 싶은데 11. Undo 12. 한번쯤 말하면(JJ Ver)                                                      |

| 專輯 # | 專輯資料                                                             | 曲目 |
| 1st    | 首張正規專輯《Feel My heart》 - 發行日期：2005年1月26日 - 語言：日語 | 曲目 1. Double J / チョン・スンウ 2. Korean People / ファン・ソンジン 3. □ / イ・ジェジン 4. 遠く離れても / キム・ジヌ 5. Profile / イ・ジェジン 6. 5月愛 / ファン・ソンジン 7. Fever / マ・ギョンシク 8. GoBack / パク・キョンジン 9. You & Me / イ・サンホ 10. I Know / イ・ギュヨン 11. 遇離 - 出会いと別れ / ミンソル 12. Again... (bonus track) / チャン・ミン |

### VCD
| VCD # | VCD資料                                                                           | 曲目 |
| 1st   | 1st..Concert Lee Jin (실황라이브 콘서트) -VCD - 發行日期：2002年10月 - 語言：韓語 | VCD1曲目 1. Opening 2. Double J 3. Ready + 인사말 4. 殷志源影像訊息 5. Mur Mur + Ment 6. Rather 7. 사랑이란 이름으로 + Ment 8. 어머니 9. 비연 10. Ment (與姜成勳) 11. Interview VCD2曲目 1. Fever 2. Emergency Escape 3. Ment (與유빈) 4. As Love... 5. 함께 6. You & Me 7. Double J + Ment 8. Again 9. Fever + Ment 10. Couple + Ment 11. 기억해줄래 |

### 其他音樂作品
- 2001年 姜成勳 - 지난 1년 동안은.../一年以來(ft.李宰鎮、金在德、高志溶、張水院 )
- 2001年 姜成勳 - 추억/追憶
- 2002年 李宰鎮與이화수 - 연꽃세상（荷花世界）
- 2002年 李宰鎮 - Again [註 3]
- 2003年 姜成勳 - One More Chance(ft.李宰鎮、루이 )

### 創作作品
韓國音樂著作權協會之登記編號：이재진（W0470100），5首。
| 歌手     | 歌名                     | 收錄專輯     | 填詞 | 作曲 |
| 水晶男孩 | Rigoletto（여자의 마음） | 《Com'Back》 |      |      |
| 李宰鎮   | 사랑이란 이름으로        | 《S.Wing》   |      |      |
| 李宰鎮   | ♡ (HEART)                | 《002 J2》   |      |      |
| 李宰鎮   | Profile                  | 《002 J2》   |      |      |
| 李宰鎮   | Love Step                | 《002 J2》   |      |      |

### 華語翻唱
第一張專輯收錄曲《Double J》被華語歌手潘瑋柏翻唱為《我的麥克風》。

## 媒體作品

### 固定綜藝
| 播出日期                 | 電視臺                            | 節目名稱                              | 備註                                    |
| 2002年2月2日－3月30日    | KBS2                              | 《決戰星期六——7公主的傳說 》          | E12－E20                                |
| 2016年9月5日－11月21日   | SBS                               | 《花樣旅行》                          | E01－E12                                |
| 2017年9月1日－9月29日    | KT Olleh TV                       | 《水晶男孩 無本質青春旅行——濟州島篇》 | E01－E07 + 未公開片段，水晶男孩全體出演 |
| 2017年12月13日－12月27日 | KT Olleh TV                       | 《水晶男孩 無本質青春旅行 SEASON 2》  | E01－E07，水晶男孩全體出演              |
| 2019年4月15日－5月16日   | KT Olleh TV                       | 《水晶男孩，在峇里島的大小事》        | E01－E10，水晶男孩全體出演              |
| 2020年1月31日－2月21日   | YouTube上的SECHSKIES頻道          | 《SECHSKIES FOR YOU》                 | E01－E04，水晶男孩全體出演              |
| 2020年4月15日－4月30日   | Seezn                             | 《SECHKY娛樂館》                      | E01－E06，水晶男孩全體出演              |
| 2020年5月15日－7月24日   | tvN、YouTube上的Channel十五夜頻道 | 《三時四餐》                          | E00－E10，水晶男孩全體出演              |
| 2021年1月22日－2月19日   | tvN、YouTube上的Channel十五夜頻道 | 《不要回頭看》                        | E01－E04，水晶男孩全體出演              |
| 2021年4月24日－5月29日   | Seezn                             | 《尋找SECH KEY吧》                    | E01－E06，水晶男孩全體出演              |

### 其他綜藝
| 播出日期             | 頻道          | 節目名稱               |
| 2001年11月19日－23日 | Mnet          | 《Star VJ Show》       |
| 2001年11月23日       | KMTV          | 《CDTONG》             |
| 2001年11月24日       | Channel V     | 《Show! 無限Zone》     |
| 2001年11月25日       | SBS           | 《Good Friends》       |
| 2001年11月29日       | Channel V     | 《M&M 李宰鎮 Special》 |
| 2001年11月30日       | KMTV          | 《Show! Music Tank》   |
| 2001年11月30日       | Ment          | 《Shocking M》         |
| 2001年12月2日        | Channel V     | 《Show! 無限Zone》     |
| 2001年12月23日       | SBS           | 《挑戰千曲》           |
| 2002年1月4日         | MBC           | 《任成勳Talk Show》    |
| 2002年1月27日        | KBS2          | 《體驗生活現場》       |
| 2002年2月17日        | SBS           | 《挑戰千曲》           |
| 2002年3月22日        | KBS2          | 《明星集賢殿》         |
| 2003年5月16日        | KBS2          | 《明星集賢殿》         |
| 2003年5月17日        | MBC           | 《Music Camp 》        |
| 2003年5月18日        | KBS2          | 《TV盛載愛》           |
| 2003年5月31日        | KBS           | 《열려라 동요세상》    |
| 2003年5月31日        | SBS           | 《所罗门的选择》       |
| 2003年6月28日        | SBS           | 《所罗门的选择》       |
| 2003年7月20日        | SBS           | 《挑戰千曲》           |
| 2003年8月            | KMTV          | 《I Love Showtank》    |
| 2003年8月23日        | SBS           | 《所罗门的选择》       |
| 2003年9月6日         | SBS           | 《所罗门的选择》       |
| 2003年9月20日        | KBS2          | 《Music Show Hi!5 》   |
| 2003年10月18日       | SBS           | 《所罗门的选择》       |
| 2003年11月8日        | SBS           | 《所罗门的选择》       |
| 2003年11月15日       | SBS           | 《所罗门的选择》       |
| 2003年12月27日       | SBS           | 《所罗门的选择》       |
| 2004年2月7日         | KBS2          | 《Show Power Video》   |
| 2004年6月26日        | SBS           | 《所罗门的选择》       |
| 2004年6月27日        | SBS           | 《挑戰千曲》           |
| 2004年7月3日         | SBS           | 《所罗门的选择》       |
| 2004年8月            | 菲律賓ABS-CBN | 《MTB Ang Saya Saya》  |
| 2005年4月21日        | SBS           | 《尋笑人》             |
| 2005年4月24日        | SBS           | 《人氣歌謠》           |
| 2005年5月15日        | KBS2          | 《明星金钟》           |
| 2005年5月21日        | KBS           | 《家族娛樂館》         |
| 2013年1月30日        | tvN           | 《e-News》             |

| 播出日期                 | 頻道                         | 節目名稱                           | 備註                                                              |
| 2016年4月16日－4月30日   | MBC                          | 《無限挑戰》                       | E476－E478 六六歌第二季 水晶男孩特輯，水晶男孩全體出演            |
| 2016年6月1日             | MBC                          | 《黃金漁場 Radio Star》            | E480 水晶男孩特輯，水晶男孩全體出演                               |
| 2016年6月10日            | KBS                          | 《柳喜烈的寫生簿》                 | E323，水晶男孩全體出演                                            |
| 2016年6月12日－6月19日   | SBS                          | 《Fantastic Duo》                  | E10，與殷志源、金在德、姜成勳                                     |
| 2016年9月19日            | KBS                          | 《演藝家中介》                     | E1639，水晶男孩全體出演                                           |
| 2016年11月20日           | SBS                          | 《Running Man》                    | E326，水晶男孩全體出演                                            |
| 2016年11月30日           | MBC                          | 《黃金漁場 Radio Star》            | E503，水晶男孩全體出演                                            |
| 2016年12月7日－12月14日  | MBC every1                   | 《Weekly Idol》                    | E280－E281，水晶男孩全體出演                                      |
| 2017年3月5日-3月19日     | SBS                          | 《花樣旅行》                       | E27－E29                                                          |
| 2017年5月14日            | MBC                          | 《Section TV 演藝通信》            | E878，水晶男孩全體出演                                            |
| 2017年5月25日－6月1日    | tvN                          | 《人生酒館》                       | E21－E22，水晶男孩全體出演                                        |
| 2017年5月28日            | Daum tvPot                   | 《My Little Television》           | E50（網路直播），水晶男孩全體出演                                 |
| 2017年6月3日－6月10日    | MBC                          | 《My Little Television》           | E100－E101（節目播出），水晶男孩全體出演                          |
| 2017年6月10日            | MBC                          | 《哥哥的想法》                     | E04，水晶男孩全體出演                                             |
| 2017年8月16日－9月6日    | OLIVE、tvN                   | 《吃貨48小時》                     | E27－E30，與金在德、張水院                                        |
| 2017年10月7日            | MTV Japan                    | 《YG Family Video & Live Special》 | E01，水晶男孩全體出演                                             |
| 2017年10月17日           | 搜狐視頻                     | 《搜狐視頻娛樂播報》               | 《女團舞撒嬌卡通自拍 沒錯！是你認識的水晶男孩》，水晶男孩全體出演 |
| 2017年11月3日            | 愛奇藝                       | 《娛樂大事件》                     | 《獨家專訪水晶男孩:成員爆笑互懟 黑歷史大公開》，水晶男孩全體出演  |
| 2017年11月29日－11月30日 | MBC                          | 《全知干預視角》                   | 試播E01－E02                                                      |
| 2017年12月10日           | MBC                          | 《Section TV 演藝通信》            | E899，水晶男孩全體出演                                            |
| 2017年12月16日           | JTBC                         | 《認識的哥哥》                     | E106，水晶男孩全體出演                                            |
| 2017年12月31日           | SBS                          | 《Running Man》                    | E383，水晶男孩全體出演                                            |
| 2020年1月30日            | KBS2                         | 《Happy Together 4》               | E68 只是工作的關係，水晶男孩全體出演                              |
| 2020年1月31日            | Kakao TV                     | 《Ok-Hee's Interview》             | E07 水晶男孩篇，水晶男孩全體出演                                  |
| 2020年2月1日             | KBS2                         | 《柳喜烈的寫生簿》                 | E477，水晶男孩全體出演                                            |
| 2020年2月7日             | YouTube上的Piki Pictures頻道 | 《媽媽睡著後》                     | E58，水晶男孩全體出演                                             |
| 2020年2月11日            | JTBC                         | 《Idol Room》                      | E87，水晶男孩全體出演                                             |
| 2020年2月15日－2月22日   | MBC                          | 《全知干預視角》                   | E91－E92，水晶男孩全體出演                                        |

| 播出日期      | 頻道 | 節目名稱           | 備註                            |
| 2021年2月12日 | KBS2 | 《柳喜烈的寫生簿》 | E527 春節特輯，水晶男孩全體出演 |
| 2022年5月25日 | KBS1 | 《打工達人的誕生》 | E22                             |

### 廣播電台
| 播出日期       | 頻道         | 節目名稱                    |
| 2001年11月14日 | SBS Power FM | 《我們年輕美麗的一天》      |
| 2001年11月16日 | SBS Power FM | 《我們年輕美麗的一天》      |
| 2001年11月18日 | SBS Power FM | 《我們年輕美麗的一天》      |
| 2001年11月24日 | SBS Love FM  | 《安妍紅的103.5MHz CBMass》 |
| 2001年11月24日 | SBS Power FM | 《金烔完的1010 Club》       |
| 2001年12月10日 | PBC          | 《神父神父我們的神父》      |
| 2017年5月1日   | SBS Power FM | 《兩點逃脫 Cultwo Show》    |
| 2017年5月4日   | MBC標準FM    | 《Kangta的閃耀星夜》        |
| 2017年5月9日   | SBS Power FM | 《崔化精的Power Time》      |
| 2017年5月10日  | MBC FM4U     | 《正午的希望曲金信英》      |
| 2017年5月17日  | MBC FM4U     | 《鄭柔美的FM Date》         |
| 2017年5月19日  | SBS Power FM | 《素賢的Love Game》         |
| 2017年5月22日  | KBS Cool FM  | 《李秀智的歌謠廣場》        |
| 2017年8月26日  | CROSS FM     | 《K-story》                 |
| 2017年9月1日   | InterFM      | 《Refill Korea!》           |
| 2017年9月27日  | SBS Power FM | 《崔化精的Power Time》      |
| 2017年10月12日 | SBS Power FM | 《李菊主的Young Street》    |
| 2020年1月28日  | NAVER NOW    | 《5時55分》                 |
| 2020年2月3日   | SBS Power FM | 《兩點逃脫 Cultwo Show》    |
| 2020年2月3日   | MBC標準FM    | 《燦多的閃耀星夜》          |
| 2020年2月5日   | KBS Cool FM  | 《姜漢娜的提高音量》        |
| 2020年2月6日   | KBS Cool FM  | 《文熙俊的Music Show》      |
| 2020年2月6日   | MBC標準FM    | 《IDOL RADIO》              |
| 2020年2月10日  | MBC FM4U     | 《正午的希望曲金信英》      |
| 2020年2月14日  | KBS Cool FM  | 《鄭恩地的歌謠廣場》        |
| 2021年2月10日  | MBC標準FM    | 《金伊娜的閃耀星夜》        |

## 電視／網絡劇
| 播出日期      | 頻道    | 劇名             | 演出角色 | 性質   |
| 2018年10月5日 | Netflix | 《YG戰略資料室》 | 李宰鎮   | 男配角 |

### 電影
| 上映日期      | 電影名稱      | 角色 | 性質   |
| 1998年7月17日 | 《Seventeen》 | 赫   | 男配角 |

### 舞台劇
- 1998年 阿里巴巴與四十大盜
- 2007年 street guyz

### 腳註
1. ↑  只有Again...是日語曲
2. ↑  首次發表
3. ↑  遊戲Metal Slug 4韓版main thema

## 外部連結
- 水晶男孩官方的Facebook專頁
- 李宰鎮的Instagram帳戶